# Yo vi tres luces negras
Yo vi tres luces negras (englischer Festivaltitel I Saw Three Black Lights) ist ein kolumbianisch-mexikanisch-französisch-deutscher Filmdrama unter der Regie von Santiago Lozano Álvarez aus dem Jahr 2024. Der Film wurde am 18. Februar 2024 auf der Berlinale in der Sektion Berlinale Panorama uraufgeführt.

## Handlung
Hauptfigur ist der siebzigjährige José de Los Santos. Der Weise ist für die Begräbniszeremonien und -rituale in seinem Heimatdorf in der Nähe des Flusses San Juan an der kolumbianischen Pazifikküste zuständig, die er von klein auf gelernt hat. Diese gehen auf die Vorfahren, afrikanische Sklaven, zurück. Eines Nachts kündigt ihm die Seele seines ermordeten Sohnes Pium Pium seinen Tod an. Sie sagt ihm, dass er nicht in der Nähe seines Hauses sterben dürfe und unbedingt in Frieden sterben müsse, um nicht ins Fegefeuer zu kommen. Deshalb macht José sich in den Regenwald auf, um einen passenden Ort dafür zu finden. Mitten in einem ewigen Kampf muss er sich am Leben erhalten, um an seiner letzten Ruhestätte anzukommen. Denn die illegalen bewaffneten Gruppen, die das Gebiet militärisch kontrollieren, haben eine Ausgangssperre verhängt und bringen seinen friedlichen Übergang ins Reich der Toten in Gefahr.
Der Regisseur äußerte, der Film drücke auf poetische Weise die Verbundenheit der afro-kolumbianischen Kultur mit Wesen aus, die sich zwischen Leben und Tod bewegten. Das schwarze Licht leuchte auf dem Weg zur letzten Ruhestätte und erhalte die Erinnerung an die Verstorbenen aufrecht.

## Produktion

### Filmstab
Yo ví tres luces negras ist der zweite Spielfilm des Regisseurs Santiago Lozano Álvarez nach Siembra (2016) mit Angela Osorio als Co-Regisseurin. Siembra wurde auf zahlreichen Festivals gezeigt.
Das Drehbuch stammt von Santiago Lozano Álvarez und Fernando del Razo. Die Kameraführung lag in den Händen von Juan David Velásquez, die Musik komponierte Nidia Góngora und für den Filmschnitt waren Ana García und Santiago Lozano Álvarez verantwortlich.
In wichtigen Rollen sind Jesús María Mina, Julián Ramirez, Carol Hurtado und John Alex Castillo zu sehen.

### Produktion und Förderungen
Produzenten dieser kolumbianisch-mexikanisch-französisch-deutschen Koproduktion waren Óscar und Ana María Ruíz Navia von Contravía Films (Kolumbien). Als Koproduzenten fungierten Ruben Imáz und Yulene Olaizola von Malacosa Cine (Mexiko), David Hurst von Dublin Films (Frankreich), Paulo de Carvalho und Gudula Meinzolt von Autentika Films (Deutschland) und Santiago Lozano Álvarez von Bárbara Films (Kolumbien) in Zusammenarbeit mit der Universidad Autónoma De Occidente.
Der Film kam 2021 in den Genuss der Förderung Estímulo de Procucción de largometrajes des FDC (Fondo para el Desarrollo Cinematográfico). Der Regisseur entwickelte den Film während des vom Filmfestival von Cannes initiierten Artist-in-Residence-Programms Cinéfondation. Dort erhielt er 2018 den Premio de Desarrollo del Centro Nacional del Cine y la Imagen Animada (CNC). Bei der Berlinale 2022 bekam der Film 36 000 Euro aus den Mitteln des WCF Production Funding. Yo vi tres luces negras ist einer von zwölf Filmen, die über den World Cinema Fund gefördert und zur Berlinale 2024 eingeladen wurden.
Produziert wurde der Film von Bárbara Films, Dublin Films, Autentika Films und Malacosa Cine. Executive Producer war Ana María Ruiz Navia.

### Dreharbeiten und Veröffentlichung
Gedreht wurde ab dem 24. Oktober 2022 fünf Wochen lang in der Umgebung von Aguaclara, Buenaventura, Valle del Cauca.
Der Film feierte am 18. Februar 2024 auf der Berlinale seine Weltpremiere in der Sektion Panorama.

## Rezeption
Auf moviebreak.de vergab Lida Bach sechs von zehn möglichen Punkten. Das Erzähltempo verlangsame sich „zu einem fast meditativen Zustand“, die Hauptfigur verliere sich schließlich „in ihrer Mythenwelt, irgendwo zwischen Eskapismus und Esoterik“. Sergiu Inizian schrieb auf eyeforfilm.co.uk, Yo vi tres luces negras sei sich seiner sozialen Verantwortung in einer Zeit des gesellschaftlichen Übergangs bewusst. Er tauche in den „magischen Realismus“ ein, um zu trösten.

## Auszeichnungen und Nominierungen
- 2024: Internationale Filmfestspiele Berlin – Nominierung für den Panorama Publikumspreis und den GWFF Preis Bester Erstlingsfilm[11]